# Bredhån (Vemdalens socken, Härjedalen)
Bredhån är en sjö i Härjedalens kommun i Härjedalen och ingår i Ljusnans huvudavrinningsområde.